# Attaques de Markoye
Insurrection djihadiste au Burkina Faso
Batailles
- Samorogouan
- Intangom
- Nassoumbou
- Ariel
- 1re Inata
- Loroni
- Gorom-Gorom
- Koutougou
- Arbinda
- Hallalé
- Markoye
- Dounkoun
- Boukouma
- 2e Inata
- Titao
- Opération Laabingol
- Namissiguima
- Madjoari
- Bourzanga
- Seytenga
- Gaskindé
- Tin-Ediar
- Tin-Akoff
- Aoréma
- Ougarou
- Namsiguia
- Noaka
- Koumbri
- Djibo
- Tawori
- Mansila
- Nassougou

Massacres
- Yirgou
- Solhan
- Karma
- Komsilga, Nodin et Soroe
- Bibgou et Soualimou
- Barsalogho

Attentats
- 1er Ouagadougou
- 2e Ouagadougou
- 3e Ouagadougou

Les attaques de Markoye ont lieu le 4 août 2021, pendant l'Insurrection djihadiste au Burkina Faso.

## Déroulement
Le 4 août 2021, le djihadistes lancent plusieurs attaques contre diverses localités autour de la ville de Markoye, dans la province de l'Oudalan. Les villages de Dambam, Guevara et Tokabangou, à une dizaine de kilomètres de Markoye, sont touchés, ainsi que Badnoogo, Bassian et Gadba. Du bétail est emporté et des habitations sont incendiées.
La garnison de la ville de Markoye fait alors sortir un détachement de militaires et de miliciens des Volontaires pour la défense de la patrie (VDP), qui est attaqué près de Tokabangou. Le lendemain, le ministère de la Défense affirme que « la zone est actuellement sous contrôle des unités militaires et la contre-offensive pour retrouver les assaillants se poursuit avec des moyens aériens et terrestres ».

## Pertes
Selon un communiqué du ministère de la Défense, le bilan des attaques est de 30 morts, dont 15 militaires, quatre miliciens des VDP et 11 civils,. RFI indique qu'une dizaine d'assaillants auraient également été abattus d'après des sources sécuritaires. Un cinquième miliciens est également tué le même jour dans une attaque à Pensa, dans la région de Centre-Nord. 
Il s'agit alors des attaques les plus meurtrières au Burkina Faso depuis le massacre de Solhan, le 5 juin.